# Stictopisthus exilis
Stictopisthus exilis är en stekelart som beskrevs av Dasch 1971. Stictopisthus exilis ingår i släktet Stictopisthus och familjen brokparasitsteklar. Inga underarter finns listade i Catalogue of Life.